# الدنم (حبيش)

تعديل مصدري - تعديل

الدنم محلة تابعة لقرية الزراحي، التابعة لعزلة الذارحي بمديرية حبيش إحدى مديريات محافظة إب في الجمهورية اليمنية، بلغ تعداد سكانها 169 حسب تعداد اليمن لعام 2004.